# Маклафлин-Уилби, Анниша
Анниша Маклафлин-Уилби (англ. Anneisha McLaughlin-Whilby; род. 6 января 1986, Манчестер, Мидлсекс, Ямайка) — ямайская легкоатлетка, специализирующаяся в спринтерском беге. Серебряный призёр Олимпийских игр 2016 года и зимнего чемпионата мира 2014 года в эстафете 4×400 метров. Пятикратная медалистка чемпионатов мира среди юниоров (1 золото, 4 серебра). Чемпионка мира среди девушек до 18 лет в беге на 200 метров. Победительница Универсиады 2011 года.

## Биография
Начала заниматься лёгкой атлетикой в 9 лет, а первые успехи к ней пришли уже в 14. В этом возрасте она стала победительницей юношеских соревнований CARIFTA Games в беге на 400 метров и серебряным призёром юниорского чемпионата мира в эстафете 4×400 метров (хотя соперницы были на 4-5 лет старше). В начале 2000-х годов Анниша была одной из главных восходящих звёзд лёгкой атлетики. Рано начав карьеру, ей удалось выступить на двух юношеских чемпионатах мира (спортсмены до 18 лет): в 2001 году была бронза в беге на 400 метров и серебро в эстафете, в 2003-м — золото на 200 метров и снова серебро в шведской эстафете. Кроме того, Маклафлин была участницей трёх юниорских чемпионатов мира (до 20 лет): помимо серебра в 2000 году, стала победительницей в эстафете 4×100 метров (2002) и второй в беге на 200 метров (2002, 2004). На её счету 8 побед на CARIFTA Games и 19 — на чемпионатах Ямайки среди школьников в спринтерском беге.
Однако закрепиться в сборной страны на взрослом уровне ей сразу не удалось. После череды травм и неудачной учёбы за рубежом она вернулась на Ямайку в Университет Технологий в Кингстоне и клуб MVP.
В 2009-м году вышла в финал чемпионата мира в беге на 200 метров, где заняла 5-е место.
На летней Универсиаде 2011 года выиграла бег на 200 метров с повторением личного рекорда (22,54) и завоевала бронзовую медаль в эстафете 4×100 метров.
Выступала на чемпионате мира в 2013 году, но не смогла выйти в финал 200-метровки. Первого крупного успеха добилась на зимнем чемпионате мира 2014 года, где заняла второе место в эстафете 4×400 метров. В том же сезоне добавила в свой актив бронзу чемпионата мира по эстафетам (4×200).
Пропустила сезон 2015 года, а вернувшись в 2016-м, установила личный рекорд в финале национального чемпионата на дистанции 400 метров (51,03). Этого результата хватило для 5-го места и поездки на Олимпийские игры. В Рио-де-Жанейро Анниша заоевала серебряную медаль в эстафете 4×400 метров: в финале сборная Ямайки уступила только США.

## Личная жизнь
Осенью 2014 года вышла замуж за военнослужащего Сил обороны Ямайки лейтенанта Кортесса Уилби.

## Основные результаты
| Год  | Турнир                                  | Место проведения          | Дисциплина        | Место      | Результат |
| ---- | --------------------------------------- | ------------------------- | ----------------- | ---------- | --------- |
| 2000 | Чемпионат мира среди юниоров            | Сантьяго, Чили            | эстафета 4×400 м  | 2-е        | 3.33,99   |
| 2001 | Чемпионат мира среди юношей             | Дебрецен, Венгрия         | 400 м             | 3-е        | 53,35     |
| 2001 | Чемпионат мира среди юношей             | Дебрецен, Венгрия         | шведская эстафета | 2-е        | 2.07,45   |
| 2002 | Чемпионат мира среди юниоров            | Кингстон, Ямайка          | 200 м             | 2-е        | 22,94     |
| 2002 | Чемпионат мира среди юниоров            | Кингстон, Ямайка          | эстафета 4×100 м  | 1-е        | 43,40     |
| 2003 | Чемпионат мира среди юношей             | Шербрук, Канада           | 200 м             | 1-е        | 23,26     |
| 2003 | Чемпионат мира среди юношей             | Шербрук, Канада           | шведская эстафета | 2-е        | 2.07,05   |
| 2003 | Панамериканский чемпионат среди юниоров | Бриджтаун, Барбадос       | 200 м             | 2-е        | 23,34     |
| 2003 | Панамериканский чемпионат среди юниоров | Бриджтаун, Барбадос       | эстафета 4×100 м  | 2-е        | 44,24     |
| 2004 | Чемпионат мира среди юниоров            | Гроссето, Италия          | 200 м             | 2-е        | 23,21     |
| 2004 | Чемпионат мира среди юниоров            | Гроссето, Италия          | эстафета 4×100 м  | 2-е        | 43,63     |
| 2005 | Панамериканский чемпионат среди юниоров | Виндзор, Канада           | 200 м             | 1-е        | 23,00     |
| 2005 | Панамериканский чемпионат среди юниоров | Виндзор, Канада           | эстафета 4×100 м  | 4-е        | 46,26     |
| 2009 | Чемпионат мира                          | Берлин, Германия          | 200 м             | 5-е        | 22,62     |
| 2011 | Универсиада                             | Шэньчжэнь, Китай          | 200 м             | 1-е        | 22,54     |
| 2011 | Универсиада                             | Шэньчжэнь, Китай          | эстафета 4×100 м  | 3-е        | 43,57     |
| 2013 | Чемпионат мира                          | Москва, Россия            | 200 м             | 23-е (1/2) | 27,13     |
| 2014 | Чемпионат мира в помещении              | Сопот, Польша             | эстафета 4×400 м  | 2-е        | 3.26,54   |
| 2014 | Чемпионат мира по эстафетам             | Нассау, Багамские Острова | эстафета 4×200 м  | 3-е        | 1.30,04   |
| 2014 | Игры Содружества                        | Глазго, Великобритания    | 200 м             | 5-е        | 22,68     |
| 2016 | Чемпионат мира в помещении              | Портленд, США             | эстафета 4×400 м  | —          | DNF       |
| 2016 | Олимпийские игры                        | Рио-де-Жанейро, Бразилия  | эстафета 4×400 м  | 2-е        | 3.20,34   |